# Laninamivir
Laninamivir (CS-8958) es un inhibidor de la neuraminidasa que se está investigando para el tratamiento y la medicina preventiva de Influenzavirus A y Influenzavirus B. Se encuentra actualmente en ensayos clínicos fase III.[actualizar] Es un inhibidor de acción prolongada neuraminidasa administrada por inhalación nasal.
Laninamivir fue aprobado para el tratamiento de la gripe en Japón en 2010 y para la profilaxis en 2013. Está actualmente comercializa bajo el nombre de "Inavir" por Daiichi Sankyo. Es bajo clínica evaluaciones de otros países.